# Роки Маунд (Тексас)
Роки Маунд (енгл. Rocky Mound) град је у америчкој савезној држави Тексас. По попису становништва из 2010. у њему је живело 75 становника.

## Демографија
Према попису становништва из 2010. у граду је живело 75 становника, што је 18 (19,4%) становника мање него 2000. године.
| Група             | 2000.      | 2010.      |
| Белци             | 42 (45,2%) | 37 (49,3%) |
| Афроамериканци    | 42 (45,2%) | 30 (40,0%) |
| Азијати           | 0 (0,0%)   | 0 (0,0%)   |
| Хиспаноамериканци | 6 (6,5%)   | 7 (9,3%)   |
| Укупно            | 93         | 75         |